# Baher Mohammed
Baher Mohammed (* um 1984) ist ein ägyptischer Journalist. Er arbeitete zusammen mit Peter Greste und Mohammed Fahmy für den Sender Al-Dschasira und wurde Ende 2013 in Kairo festgenommen. Wie seine Kollegen soll er die in Ägypten zur Terrororganisation erklärte Sozialbewegung der Muslimbruderschaft unterstützt haben.
Mohammed ist, wie seine Kollegen, im Dezember 2013 im Hotel Marriott in Kairo verhaftet worden, wo sie ihr Büro eingerichtet hatten. Wie Fahmy hatte er als Filmproduzent für Greste gearbeitet. Der Anklage zufolge sollen die drei Reporter heimlich und ohne Akkreditierung tätig gewesen sein. Ein Gericht verurteilte sie im Juni 2014 zu Haftstrafen. Baher Mohammed erhielt zehn Jahre Gefängnis, seine beiden Kollegen jeweils sieben. Beobachter werten die Verfahren als Teil einer öffentlichen Kampagne gegen den Sender Al-Dschasira, gegen die Muslimbrüder und gegen Ex-Präsident Mohammed Mursi. Der Disput zwischen Ägypten und Katar, dem Heimatland des Senders, rührt daher, dass die ägyptische Militärregierung Katar vorwirft, die Muslimbrüder zu unterstützen und zu finanzieren. Seit der Entmachtung Mursis darf Al-Dschasira nicht mehr aus Ägypten berichten; und nur noch wenige Ägypter geben dem Sender Interviews.
Anfang Januar 2015 hatte ein Kairoer Gericht einen Berufungsprozess für alle drei Journalisten angesetzt. In einer Presseerklärung rief der Fernsehsender Al-Dschasira die ägyptische Justiz dazu auf, außer dem australisch-lettischen Journalisten Peter Greste auch seine Kollegen Fahmy und Mohammed freizulassen.
Im September 2015 wurden Baher Mohammed und Mohammed Fahmy begnadigt.